# Irina Iłowajska-Alberti
Irina Aleksiejewna Iłowajska-Alberti (ros. Ири́на Алексе́евна Илова́йская-Альбе́рти), (ur. 5 grudnia 1924 w Belgradzie, w Królestwie Serbów, Chorwatów i Słoweńców, zm. 4 kwietnia 2000 w Königstein im Taunus, w Niemczech) – dziennikarka, tłumaczka, działaczka antykomunistyczna, w latach 1980– 2000 redaktorka naczelna ukazującego się w Paryżu rosyjskiego tygodnika "Russkaja Mysl".

## Życiorys
Jej przyszli rodzice pochodzili z Rosji, z której  wyemigrowali – osobno, jeszcze się  nie znając, podczas rewolucji październikowej.   Oboje –  ojciec z Moskwy, a matka z Kijowa  – trafili do tureckiego Konstantynopola. Tam się poznali  i pobrali ok. 1921 r., a zaraz potem przeprowadzili do Belgradu, stolicy ówczesnego Królestwa Serbów, Chorwatów Słoweńców. W Belgradzie w grudniu 1924 r. urodziła się Irina Iłowajska. Lata 1930–1936 spędziła z dziadkami ze strony matki w Dubrowniku, gdzie rodzina wybudowała dom za środki  ze sprzedaży posiadłości rodzinnych na Litwie. Od 1936 uczyła się w I Rosyjsko-Serbskim Gimnazjum w Belgradzie, gdzie po kilku latach nauki uzyskała świadectwo dojrzałości. W okresie nauki poznała m.in. przyszłego wybitnego teologa rosyjskiego Gieorgija Fłorowskiego. W Belgradzie pobierała też nauki języka włoskiego w tamtejszym Instytucie Kultury Włoskiej, gdzie poznała przyszłego męża, dyplomatę Edgardo Giorgi-Alberti (1903–1975). Po zakończeniu drugiej wojny światowej oraz w obliczu przejęcia władzy w Jugosławii przez komunistów wyemigrowała, przez Austrię, do Rzymu, gdzie w 1946 roku zawarła związek małżeński z Edgardo Giorgi-Alberti. W kolejnych latach małżonkowie, ze względu na służbę dyplomatyczną męża,  mieszkali w Pradze (1947– 1952), następnie – w Wiedniu, Atenach, Caracas, w Paryżu.   
W 1967 r. Iłowajska rozpoczęła pracę w rozgłośni Radia Wolna Europa. Już po śmierci męża stała się najbliższą współpracowniczką Aleksandra Sołżenicyna, w okresie kiedy ten mieszkał w Vermont (USA). W 1979  powróciła do Europy i została redaktorką naczelną, wydawanego w Paryżu, dziennika rosyjskojęzycznego „Russkaja Mysl’”, który pod jej kierownictwem zyskiwał sobie coraz większą popularność w całej Europie, a także w samej Rosji. W okresie działalności Iłowajskiej-Alberti został przekształcony w tygodnik poruszający zagadnienia z zakresu życia politycznego, społecznego oraz religijnego. W kolejnej dekadzie Iłowajska-Alberti założyła ogólnochrześcijańską rozgłośnię (działającą do dziś) „Błagowiest” (Dobra Nowina), której programy dotyczące zarówno kręgu Kościoła prawosławnego jak i katolickiego nadawane były z Francji i Belgii a docierały na całe terytorium ZSRR.   Przyjaźniła się także z wieloma myślicielami religijnymi i intelektualistami tamtego okresu, nie tylko pochodzącymi z emigracji rosyjskiej, m.in. z Andriejem Sacharowem i Janem Pawłem II. W latach 80.  wspierała Polaków na emigracji w Paryżu, obecna była także na łamach polskich pism podziemnych,  m.in. w krakowskim kwartalniku Arka  w rozmowie z Henrykiem Cywińskim (pseudonim Grzegorza Przebindy), gdzie mówiła: „Chcę teraz powiedzieć parę szczególnych słów o papieżu Janie Pawle II. Jak wiemy, rok 1988 był rokiem jubileuszowym dla chrześcijaństwa w Rosji. Jako Rosjanka z pochodzenia, jako człowiek kultury rosyjskiej, pragnę teraz wyrazić głęboką wdzięczność Janowi Pawłowi II za wszystko to, co uczynił, by zwrócić uwagę chrześcijan Zachodu na losy braci w Związku Sowieckim, aby uczynić z tego jubileuszu wydarzenie na miarę światową, aby ta rocznica dała początek nowej, drugiej ewangelizacji Rosji. I za jego papieską rękę, wyciągniętą do pojednania, przebaczenia, w imię jedności – niechby nawet w czasie przyszłym, ale również dzisiaj – w sercach wielu".  
W 1992 roku konsekwentnie uhonorowana nagrodą legalnej już Arki   – „za pracę na rzecz rosyjsko-polskiej zgody i wzajemnego poznania obu narodów". Po upadku komunizmu, w 1991 roku, rozpoczęła pracę w nowej Rosji. Kilka lat później otwarła w Moskwie kolejną rozgłośnię radiową zajmującą się tematyką religijną, „Sofija”. Rok przed śmiercią została wybrana na wiceprezydenta Międzynarodowego Stowarzyszenia Prasy Rosyjskiej, a „Russkaja Mysl’” została, przez ówczesnego prezydenta Federacji Rosyjskiej, Borysa Jelcyna, nagrodzona za długoletnia działalność i cenny wkład w rozwój prasy rosyjskojęzycznej za granicą.  
Wraz z upływem lat Iłowajska-Alberti coraz bardziej zbliżała się do Kościoła katolickiego nie dokonując jednak oficjalnej konwersji uznając się za członkinię uniwersalnego kościoła chrześcijańskiego.Została pochowana na cmentarzu w miejscowości Bevagna we Włoszech, obok swojego męża i syna. W rok po jej śmierci, w Rzymie, powstała Międzynarodowa Fundacja Imienia Iriny Alberti mająca na celu kontynuacje jej dzieła.